# Chediv

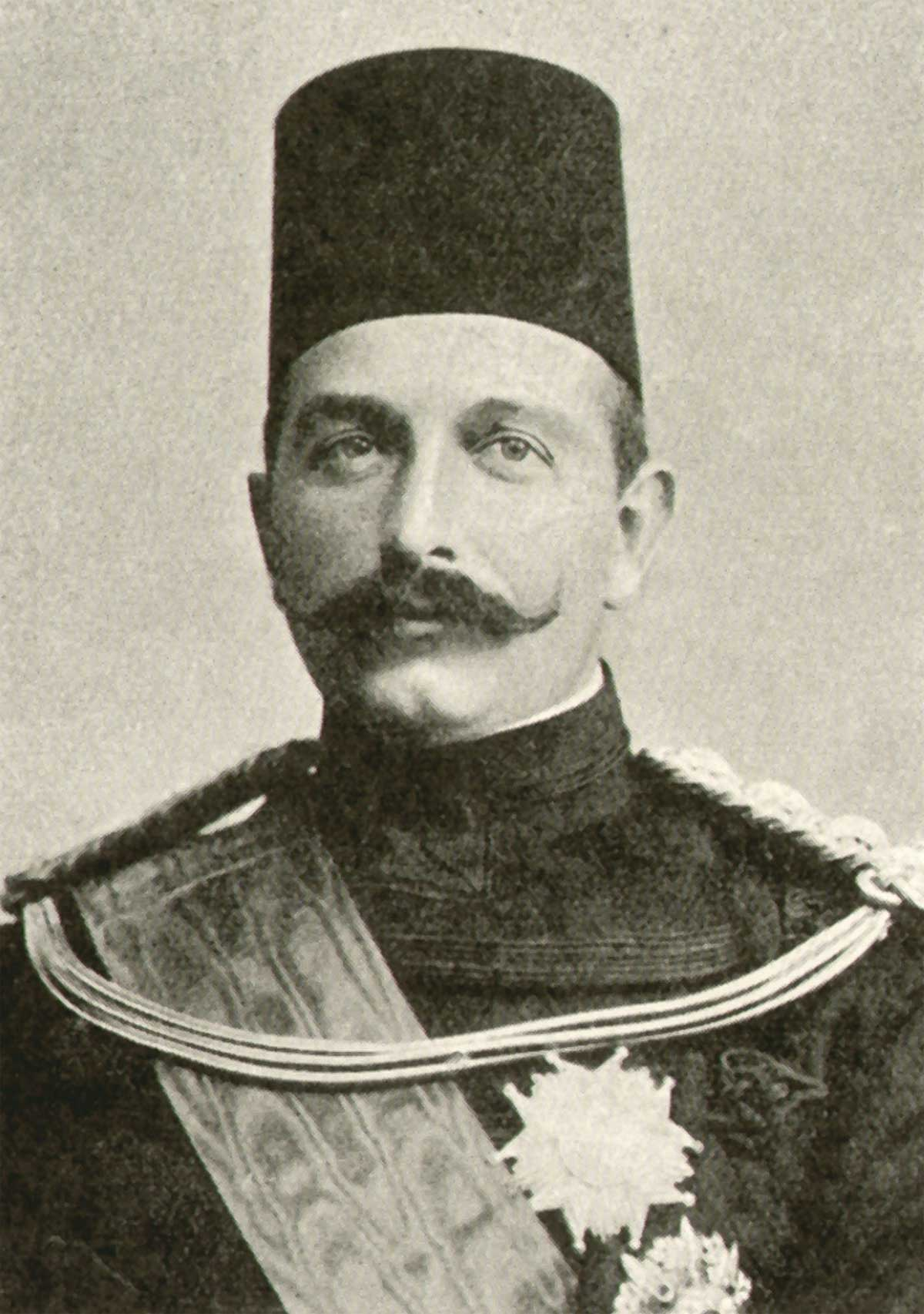
Abbas Hilmi II., jeden z chedivů

Chediv, někdy též khediv, byl titul egyptských panovníků v letech 1867–1914.
Slovo chediv pochází z perštiny (ﺧﺪﻳﻮي) a nelze jednoznačně určit jeho rovnocenný významový protějšek v evropských titulech. Významově lze hledat protějšek ve slově pán, titulem se pak zhruba rovnal pojetí knížete.
Tento titul udělil turecký sultán roku 1867 egyptskému vládci, který měl v tu dobu právo užívat titul paša, poté ho užívali jeho nástupci až do roku 1914, kdy Britové sesadili posledního chediva. Titul pak již nebyl obnoven, neboť jeho nástupce se stal sultánem a později králem.
Nositel tohoto titulu měl právo být oslovován Výsosti.